# Calophyllum recurvatum
Calophyllum recurvatum är en tvåhjärtbladig växtart som beskrevs av P.F.Stevens. Calophyllum recurvatum ingår i släktet Calophyllum och familjen Calophyllaceae. Inga underarter finns listade i Catalogue of Life.